# Nathaniel Barnaby

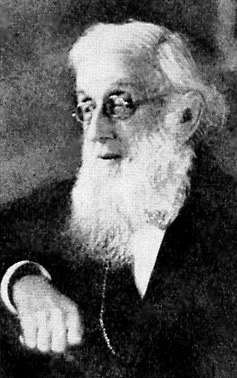
Sir Nathaniel Barnaby

Sir Nathaniel Barnaby, KCB (* 25. Februar 1829 in Chatham, Großbritannien; † 15. Juni 1915 in Lewisham, Großbritannien) war von 1872 bis 1885 als „Director of Naval Construction“ der Chefkonstrukteur der Royal Navy.
Barnaby begann seine Ausbildung 1843 in Sheerness. 1848 gewann er ein Stipendium der Portsmouth Naval School. Im Jahr 1852 wurde er als Technischer Zeichner in der Marinewerft Woolwich eingestellt. 1854 trat er auf Einladung in das Department of Naval Construction ein und war an der Konstruktion des ersten britischen Ironclad-Kriegsschiffs, der HMS Warrior beteiligt.
Sein Schwager, Sir Edward James Reed wurde 1863 zum Chefkonstrukteur ernannt und machte Barnaby zum Chef seines Stabes. Auf diesem Posten war Barnaby an der Konstruktion der Mehrheit aller britischen Kriegsschiffe bis zur HMS Monarch beteiligt. 1872 gab Reed seinen Posten auf und Barnaby wurde zum „President of the Council of Construction and Chief Naval Architect“ ernannt. Allgemein als Chefkonstrukteur benannt, wurde dieser Dienstposten 1875 in Director of Naval Construction umbenannt.
Nathaniel Barnaby wurde 1876 Companion des Order of the Bath und 1885 Knight Commander dieses Ordens. Im gleichen Jahr trat er aus gesundheitlichen Gründen in den Ruhestand.
Während seiner dreizehnjährigen Amtszeit ereigneten sich mehr und vielfältigere Umwälzungen in der Konstruktion von Kriegsschiffen als zuvor oder danach. Die Hauptbewaffnung der Schlachtschiffe änderte sich Vorderladern des Kalibers 12 inch zu Hinterladerkanonen des Kalibers 16,25 inch, die Sekundärbewaffnung, zusammengefasst in zentralen gepanzerten Zitadellen, wurde eingeführt, die Bewaffnung in Barbetten und Panzertürme eingebaut. Während seiner Amtszeit wurde der Torpedo als Waffe eingeführt, gleichzeitig verschwand die Takelung der Kriegsschiffe.
Barnabys Nachfolger als Chefkonstrukteur war Sir William White.